# Hussainpura, Pavagada
Hussainpura là một làng thuộc tehsil Pavagada, huyện Tumkur, bang Karnataka, Ấn Độ.